# Il Giardino Armonico
Il Giardino Armonico es un conjunto musical de cámara italiano que interpreta música barroca, fundado en Milán, Italia, en 1985 por Giovanni Antonini y Luca Pianca. La mayor parte del repertorio del Il Giardino Armonico consiste en piezas de los siglos XVII y XVIII.
Il Giardino Armonico realiza interpretaciones con solistas como la mezzosoprano Cecilia Bartoli, el dueto de pianistas Katia y Marielle Labèque y el violonchelista Christophe Coin. La mayor parte de sus grabaciones han sido hechas bajo el sello Teldec, con música de Antonio Vivaldi. Han recibido diversos reconocimientos como el Gramophone Award (en 1996, por "Il Proteo" de Vivaldi) y el Grammy (en 1999 por el disco "Vivaldi Album"). Este grupo hace presentaciones tanto en conciertos como en producciones operísticas de autores como Claudio Monteverdi, Handel, y Pergolesi.
En estas presentaciones, la cantidad de participantes puede variar de acuerdo a la naturaleza de las obras que se interpreten, y puede ir de los tres hasta los 30 músicos. El grupo ha actuado en algunas de las salas de conciertos y festivales más importantes del mundo, entre los que destacan: el Oji Hall de Tokio, Wigmore Hall y Barbican de Londres, Musikverein y Konzerthaus de Viena, Théâtre des Champs-Elysées y Théâtre du Châtelet de París, Concertgebouw de Ámsterdam, Victoria Hall de Ginebra, Alte Oper de Fráncfort del Meno, Glinka Hall de San Petersburgo, Teatro Bolshoi de Moscú, Konserthus de Oslo, Palais des Beaux-Arts de Bruselas, Auditorio Nacional de Madrid, Library of Congress de Washington, Carnegie Hall y Lincoln Center de Nueva York, Opera House de Sídney, el Teatro Colón de Buenos Aires y L'Auditori de Barcelona.

## Discografía
- Vivaldi: Concerto da Camera I (2007).
- Vivaldi: Concerti per violoncello 1, con Christophe Coin (2007).
- Vivaldi: Concerti da Camera (Complete Recording) (2005).
- Varios: La Casa del Diavolo, con Ottavio Dantone y Enrico Onofri (2005).
- Vivaldi: Il Giardino Armonico; Les Concertos de Chambre (2002).
- Musica barroca (2001).
- Bach: Brandenburg Concertos (1997).
- Vivaldi: Il Proteo (1995).
- Vivaldi: The Four Seasons (1994)
- Vivaldi: Concerti per Liuto e Mandolino / Il Giardino Armonico (1993).